# One Sweet Day
One Sweet Day è un singolo registrato dalla cantautrice statunitense Mariah Carey e dal gruppo Boyz II Men, e scritta dalla Carey, Walter Afanasieff e Wanya Morris, Shawn Stockman, Nathan Morris e Michael McCary dei Boyz II Men. È stato coprodotto dalla Carey ed Afanasieff per il sesto album della Carey Daydream, ed è stato estratto come secondo singolo dell'album nel 1995.
Il singolo ha ottenuto grande successo in tutto il mondo. È inoltre rimasto 16 settimane consecutive alla numero uno in America, stabilendo un record battuto solo nel 2019 dalla canzone Old Town Road. Oltre che dell'America, One Sweet Day ha raggiunto la vetta anche in Canada e Nuova Zelanda.

## Antefatti
One Sweet Day è stata scritta dalla Carey e dal gruppo Boyz II Men dopo la morte di un caro amico della cantautrice. È proprio lei che ha avuto l'idea iniziale del coro nel ritornello, mentre la melodia è stata ideata dal collaboratore della Carey Walter Afanassief. Durante il lavoro sempre la Carey introdusse alcune parti di testo nel ritornello. La canzone esprime il cambio di prospettiva di una persona che ha perso una persona a cui era molto affezionata, e dice che un dolce giorno si rincontreranno.

## Accoglienza
La canzone ha ottenuto critiche molto favorevoli. Bill Lamb di About.com ha elogiato l'unione delle due voci. Altre critiche hanno elogiato particolarmente il testo, altre hanno definito la canzone come la migliore dell'album.

## Riconoscimenti
One Sweet Day ha vinto molti prestigiosi premi. Ai Blockbuster Entraiment Awards la canzone ha vinto il premio come "Migliore Singolo Adult Contemporary Femminile". Ai BMI Awards la canzone ha vinto il premio come "Canzone dell'anno", e ha vinto anche un premio speciale per la sua permanenza alla numero uno di Billboard. Infine, ai Grammy Awards 1996, One Sweet Day, Daydream (album di provenienza del singolo), e Fantasy (singolo precedente a One Sweet DAy, sempre di grande successo) ottennero ben sei nomination, senza però vincere alcun premio tra lo stupore generale.

## Video musicale
Nel video ci sono i cantanti in studio che registrano il pezzo e che si scambiano idee sulla canzone. Questo perché entrambi non avevano abbastanza tempo per registrare un video vero e proprio. Prima della pubblicazione, la cantautrice ammise di non essere dispiaciuta perché il video non era stato filmato, poiché nessun video poteva catturare il vero messaggio della canzone.

## Tracce
US CD maxi single
1. "One Sweet Day" (Album Version)
2. "One Sweet Day" (Sweet A Cappella)
3. "One Sweet Day" (A Cappella)
4. "One Sweet Day" (Chucky's Remix)
5. "One Sweet Day" (Live Version)
6. "Fantasy" (Def Drums Mix)

UK CD maxi single
1. "One Sweet Day" (album version)
2. "Fantasy" (Def Drums mix)
3. "Joy to the World" (Celebration mix)
4. "Joy to the World" (club mix)

European CD single
1. "One Sweet Day" (Album Version)
2. "One Sweet Day" (Live Version)

European CD maxi single
1. "One Sweet Day" (Album Version)
2. "One Sweet Day" (Sweet A Cappella)
3. "One Sweet Day" (A Cappella)
4. "One Sweet Day" (Chucky's Remix)
5. "One Sweet Day" (Live Version)

## Successo commerciale
One Sweet Day è stato il decimo singolo della Carey e il quarto per i Boyz II Men a raggiungere la vetta della Billboard Hot 100 dove ha stabilito un record di permanenza alla numero uno, con ben 16 settimane. Il record è rimasto imbattuto fino al 2019, quando il singolo Old Town Road del rapper statunitense Lil Nas X trascorse 19 settimane consecutive al vertice della classifica statunitense. Attualmente è l'unico brano nella storia della Hot 100 ad aver debuttato alla prima posizione e ad averla mantenuta per 16 settimane totali. Il singolo, sempre in America, ha debuttato alla numero uno, dando alla Carey un record, che poi lei stessa batterà, quello di più debutti alla numero uno. Inoltre la cantante è diventata l'unica artista, insieme a Britney Spears, ad avere due singoli consecutivi che debuttano alla numero uno (One Sweet Day e Fantasy per la Carey e 3 e Hold it Against Me per la Spears). È stato il secondo singolo più venduto del 1996 in America (dietro alla hit Macarena (Bayside Boys Mix) dei Los del Río, e il primo del decennio 1990-1999 sempre in America (il primo singolo del decennio 2000-2009 è We Belong Together, sempre della Carey), diventando l'unica artista ad avere finora due singoli alla prima posizione della classifica dei singoli del decennio. Nel resto del mondo le cose sono andate altrettanto bene: il singolo ha raggiunto infatti la top ten quasi in tutti i mercati e la numero uno in Canada e Nuova Zelanda. Il singolo ha venduto in totale 7 milioni di copie, è uno dei maggiori successi discografici sia per Mariah Carey che per i Boyz II Men ed è risultato il quinto singolo più venduto del 1996.

## Classifiche

### Classifiche settimanali
| Classifica (1995)                          | Posizione massima |
| ------------------------------------------ | ----------------- |
| Australia                                  | 2                 |
| Austria                                    | 25                |
| Belgio (Fiandre)                           | 8                 |
| Belgio (Vallonia)                          | 8                 |
| Canada                                     | 1                 |
| Danimarca                                  | 5                 |
| Eurochart Hot 100 Singles                  | 6                 |
| Finlandia                                  | 16                |
| Francia                                    | 5                 |
| Germania                                   | 25                |
| Giappone                                   | 87                |
| Irlanda                                    | 4                 |
| Norvegia                                   | 6                 |
| Nuova Zelanda                              | 1                 |
| Regno Unito                                | 6                 |
| Svezia                                     | 7                 |
| Svizzera                                   | 12                |
| US Billboard Hot 100                       | 1                 |
| US Billboard Hot Adult Contemporary Tracks | 1                 |
| US Billboard Hot R&B/Hip-Hop Songs         | 2                 |

### Classifiche di tutti i tempi
| Classifica (1958-2021) | Posizione |
| ---------------------- | --------- |
| Stati Uniti            | 43        |